# Na boso
Na boso – polski dramat filmowy z 2007 roku w reżyserii Piotra Matwiejczyka.
Zdjęcia do filmu były realizowane w sierpniu 2006 (trwały one tydzień) w Trzebnicy i we Wrocławiu.

## Fabuła
17-letnia Ala postanawia popełnić samobójstwo. Nieudana próba kończy się zapadnięciem dziewczyny w śpiączkę. Okazuje się, że życie tej na pozór zwykłej dziewczyny było trudne i pełne napięć. Ciężki stan Alicji powoduje, że bliscy starają się poznać jej tajemnice i zrozumieć motyw jej decyzji.

## Obsada
- Sara Müldner − Ala
- Mirosław Baka − Przemek, ojciec Ali
- Agnieszka Wagner
- Sylwia Juszczak − Justyna, matka Oli
- Marcin Dorociński
- Teresa Sawicka